# 李萱庆
李萱庆（19世纪？—？），安徽桐城人，清朝地方官员。
李萱庆曾于1873年接替张泽仁任华亭县知县一职，1873年由王镛接任。